# Alphonse Stallaert
Alphonse Stallaert (Helmond, 1 maart 1920 - Fréjus, 15 december 1995) was een Nederlandse componist en dirigent. Hij woonde en werkte in Frankrijk.

## Leven en werk
Stallaert kreeg zijn opleiding tot componist en dirigent aan het Utrechts Conservatorium, waar hij de lessen volgde van Hendrik Andriessen en Bertus van Lier. Na een jaar in Eindhoven het Philips Orkestvereniging te hebben geleid, ging hij in op een uitnodiging van Sir John Barbirolli voor een stage bij het Hallé Orchestra in Manchester.
In Parijs volgde hij een jaar contrapunt bij het Conservatoire National Supérieur de Musique en had verdere opleiding bij Arthur Honegger (compositie) en André Cluytens (directie). Hij vormde hier het orkest L'Orchestre à Cordes de Paris, waarmee hij meerdere concerten in Parijs en Nederland gaf. Ook was hij als dirigent te gast bij o.a. Orchestre Pasdeloup, Orchestre Lamoureux in Frankrijk en Nederlandse orkesten zoals Nederlands Kamerorkest, Brabants Orkest.
De première van zijn eerste compositie, Concert voor piano en orkest, werd uitgevoerd door Orchestre National de la R.T.F. onder leiding van Rafael Kubelík met Daniel Wayenberg aan de piano op het Festival van Besançon in 1951.
Na 1960 ging Stallaert zich vooral op componeren toeleggen en creëerde de Symphonia da Requiem en de opera Myrdhinn.
Door zijn kennis van literatuur componeerde hij veel muziekstukken geïnspireerd door proza en gedichten van onder anderen: Robert Desnos, Jacques Prévert, Sadi de Gorter, Rilke, Garcia Lorca en tekst van Franciscus van Assisi. Tussen 1965 en 1973 componeerde hij voor televisie en film ; in deze periode ontstond de filmmuziek voor "Conte à rebours" en voor "Les regrets de Pierre Guilhem". Om zich op componeren te kunnen concentreren trok hij zich terug in Joinville-le-pont, in de buurt van Parijs, waarmee hij zich echter ook afzonderde van musici en media.
In 1990 werd er ter gelegenheid van zijn 70e verjaardag in Noord-Brabant een festival georganiseerd met uitvoeringen van zijn werk.

## Werken (selectie)

### Kamermuziek
- Trio pour cordes 1958
- Lo maucor de l'unicorn (Op Occitaans gedicht van Max Rouquette)
- Trio - voor viool, contrabas en piano 1989
- Quintette Auvers-sur-Oise 1994 (voor Sonata Concert)

### Filmmuziek
- Conte à rebours 1965
- Les regrets de Pierre Guilhem 1967
- Oreste d'Euripide 1971

### Operas
- Myrdhinn 1955-1957
- Elkhevir 1961 voor het Nederlandse ministerie van Cultuur
- Le Petit Prince 1994-1995 opera voor kinderkoor (incompleet)

### Muziek voor orkest en/of solo instrument(en)
- Les âmes maudites / Da Requiem 1952-1954 symfonie
- Improvizatione 1965 voor het Brabants Orkest
- Bestiaire 1966 een cyclus van 12 miniaturen voor altsax en cello
- Le miroir sonore 1968 voor groot orkest voor Johan Wagenaarstichting
- Elkhevir 1973 voor klein orkest

### Muziek vocaal
- Le sang et les poètes 1973
- Il cantico del sol 1975 tekst van Fransiscus van Assisi